# Hipponicos Ammon
Pour les articles homonymes, voir Hipponicos.
Hipponicos Ammon, en grec ancien Ἱππόνικος, est un citoyen de l’Athènes antique, fils de Callias.

## Notice historique
Héraclide du Pont raconte qu’il servit d’intermédiaire dans une affaire de corruption : Diomnestos, trésorier d'un stratège du roi de Perse, était en possession d'un dépôt fait par son roi ; sa famille remit entre les mains d’Hipponicos et de son père Callias la fortune de Diomnestos quand elle apprit que le Roi avait donné ordre de raser un territoire dont faisaient partie les possessions de Diomnestos.

## Sources
- Athénée, Deipnosophistes [détail des éditions] (lire en ligne), Livre XII (536 f et passim.)